# Cocculina georgiana
Cocculina georgiana är en snäckart som beskrevs av Dall 1927. Cocculina georgiana ingår i släktet Cocculina och familjen Cocculinidae. Inga underarter finns listade i Catalogue of Life.